# Doroshenkoa cambodiensis
Doroshenkoa cambodiensis är en insektsart som beskrevs av Andrej Vasiljevitj Gorochov 2004. Doroshenkoa cambodiensis ingår i släktet Doroshenkoa och familjen syrsor. Inga underarter finns listade i Catalogue of Life.